# Eugnamptus
Genre
Eugnamptus est un genre d'insectes de l'ordre des coléoptères .

## Liste d'espèces
Selon ITIS:
- Eugnamptus angustatus (Herbst, 1797)
- Eugnamptus nigriventris Schaeffer, 1905
- Eugnamptus pallidus Schaeffer, 1908
- Eugnamptus pseudonigriventris Hamilton, 1990
- Eugnamptus punctatus Pierce, 1913
- Eugnamptus puncticeps LeConte, 1876
- Eugnamptus sheilae Hamilton, 1990
- Eugnamptus striatus LeConte, 1876